# Botanophila nigra
Botanophila nigra är en tvåvingeart som beskrevs av Verner Michelsen 2009. Botanophila nigra ingår i släktet Botanophila, och familjen blomsterflugor. Arten är reproducerande i Sverige.